# General Delgado
General Delgado é uma cidade do Paraguai, Departamento Itapúa.

## Transporte
O município de General Delgado é servido pelas seguintes rodovias:
- Ruta 01, que liga a cidade de Assunção ao município de Encarnación. [1][2][3]